# Psychrophrynella
Psychrophrynella es un género de anfibios anuros de la familia Craugastoridae. Psychrophrynella estaba antes incluido en el género Phrynopus, y en 2017 la mayoría de las especies que integraban este género fueron trasladadas al género Microkayla. Las especies del género se distribuyen por el sur de Perú, más concretamente en la Cordillera Oriental. Habitan en zonas montanas y de alta montaña, entre los 2500 y los 3500 metros de altitud.

## Especies
Se reconocen las siguientes tres especies:
- Psychrophrynella bagrecito (Lynch, 1986)
- Psychrophrynella chirihampatu Catenazzi & Ttito, 2016
- Psychrophrynella usurpator De la Riva, Chaparro & Padial, 2008